# Głos Szczeciński
Głos Szczeciński – gazeta regionalna z siedzibą w Szczecinie, ukazująca się w województwie zachodniopomorskim. Jest jedną z trzech mutacji „Głosu Dziennika Pomorza”. Do stycznia 2007 ukazywała się jako całkiem osobna gazeta.

## Historia
Pierwotnie gazeta nazywała się „Szczeciński Głos Ludu” i była lokalną mutacją warszawskiego Głosu Ludu. Pismo drukowano w Warszawie, a pierwszy numer ukazał się 19 czerwca 1947 roku. Obecny tytuł istnieje od 22 sierpnia 1947 (numer 65). Zmiany w gazecie nastąpiły po październiku 1956 (odwilż postalinowska). Pojawiło się więcej informacji lokalnych, a Głos zaczął zajmować się gospodarką, poradami i opisem codzienności. Do 1990 roku Głos był organem PZPR (do 1949 Polskiej Partii Robotniczej).

## Szata graficzna
Szata graficzna „Głosu Szczecińskiego” była zmieniana 12 razy. Obecnie jest ona wykonana na wzór loga „Głosu – Dziennika Pomorza” i jest w kolorze niebieskim. W latach 1991–1998 logo pisma miało jednakowy szablon, a rekonstruowane było 2 razy. W latach 1950–1990 logo gazety było ozdobione orderami (m.in. Nie Rzucim Ziemi Skąd Nasz Ród z datą 26 IV 1945), a nad tytułem widniał napis: Proletariusze wszystkich krajów łączcie się!.

## Redakcje, oddziały i korespondenci regionalni
Siedziba redakcji:
- Szczecin – Al. Niepodległości 26U/1

Oddziały:
- Stargard
- Świnoujście

Korespondenci regionalni w miastach: Choszcznie, Dębnie, Goleniowie, Gryficach, Gryfinie, Kamieniu Pomorskim, Myśliborzu i Pyrzycach